# 菊谷正人
菊谷 正人（きくや まさと、1948年8月27日 - ）は、日本の会計学者。法政大学名誉教授。

## 略歴
1948年長崎県生まれ。1967年長崎県立佐世保北高等学校卒業。1971年中央大学商学部卒業。1976年明治大学大学院商学研究科博士課程単位取得満期退学。1992年「企業実体維持会計論」で、中央大学より博士（会計学）の学位を取得。
1977年八幡大学（現・九州国際大学）法経学部専任講師、1979年日本経済短期大学（現・亜細亜大学）専任講師、1981年助教授、1986年教授、1992年国士舘大学政経学部教授。2004年法政大学教授。

## 著書
- 『基本簿記問題集 日商簿記検定(3級)』創成社 1985
- 『英国会計基準の研究』同文館出版 1988
- 『企業実体維持会計論』同文館出版 1991
- 『ゼミナール財務諸表論』中央経済社 1992
- 『国際会計の研究』創成社 1994
- 『多国籍企業会計論』創成社 1997
- 『国際的会計概念フレームワークの構築 英国会計の概念フレームワークを中心として』同文舘出版 2002
- 『速攻!財務諸表 ライバルに差をつける本』日本経済新聞社 2003
- 『法人税法要説 税務計算例でわかる法人税法』同文舘出版 2003
- 『「企業会計基準」の解明 仕訳と設例で学ぶ「企業会計基準」』税務経理協会 2008
- 『税制革命』税務経理協会 2008
- 『新会計基準財務諸表論想定理論問題集全46問 税理士・会計士試験対策』税務経理協会 2010
- 『国際会計の展開と展望 多国籍企業会計とIFRS』創成社 2016

### 共編著
- 『精選簿記演習』稲垣富士男共著 税務経理協会 1984
- 『会計学問題集』鈴木豊共著 創成社 1985
- 『国際取引企業の会計』稲垣富士男共著 中央経済社 1989
- 『初級学習簿記』稲垣富士男共著 同文館出版 1990
- 『上級学習簿記』稲垣富士男共著 同文館出版 1990
- 『税法入門』前川邦生共著 同文館出版 1990
- 『会計学原理』近田典行、渡邊和矩、古庄修、林健治、神谷健司共著 同文書院 1993
- 『精説会計学』編 同文館出版 1993
- 『簿記原理 1』共著 同文書院、1993
- 『環境会計の現状と課題』山上達人共編著 同文館出版 1995
- 『合格3級簿記』近田典行共著 創成社 1996
- 『会計学基礎論 第2版』前川邦生,林裕二共編著 中央経済社 1998
- 『新会計基準の読み方 仕訳と設例で学ぶ新会計基準』石山宏共著 税務経理協会 2001
- 『租税法全説』前川邦生共編著 同文舘出版 2001
- 『金融資産・負債と持分の会計処理』岡村勝義, 神谷健司共著 中央経済社 2002
- 『財務会計の入門講義』岡村勝義共編著 中央経済社 2004
- 『所得税法要説 税務計算例でわかる所得税法』依田俊伸共著 同文舘出版 2005
- 『法人税法要説 新版』依田俊伸共著 同文舘出版 2008
- 『IFRS・IAS(国際財務報告基準・国際会計基準)徹底解説 計算例と仕訳例でわかる国際会計基準』編著 税務経理協会 2009
- 『財務会計学通論』編著 税務経理協会 2009
- 『連結財務諸表要説』吉田智也共著 同文舘出版 2009
- 『高度会計人のための初級簿記テキスト』内野一樹,井上行忠,田中延幸,三沢清共著 創成社 2010
- 『簿記論重点整理 公認会計士・税理士試験対応』井上行忠共著 税務経理協会 2010
- 『勘定科目・仕訳事典』新田忠誓,横山和夫,渋谷武夫,尾畑裕共編 中央経済社 2011
- 『コンパクト上級商業簿記テキスト』井上行忠共著 税務経理協会 2011
- 『コンパクト上級商業簿記トレーニング』井上行忠共著 税務経理協会 2011
- 『租税法要説 租税法の条文解釈と税務会計』前川邦生,依田俊伸共編著 同文舘出版 2012
- 『IFRSにおける資産会計の総合的検討』編著 税務経理協会 2014
- 『租税法入門』依田俊伸,井上行忠,酒井翔子共著 同文舘出版 2016

### 翻訳
- R.W.スケィペンズ『インフレーション会計 財務会計情報と管理会計情報』碓氷悟史共訳 白桃書房 1987
- ホーワス・インターナショナル編『国際税務マニュアル 企業編』共編訳　CCHジャパンリミテッド,c1993-
- R.H.グレイ『グリーン・アカウンティング』共訳 白桃書房 1996

## 論文
- ＜菊谷正人